# Port Brisbane
Port Brisbane – port morski położony u ujścia rzeki Brisbane nad Zatoką Moreton w mieście Brisbane w australijskim stanie Queensland. Jest największym portem w tym stanie. Portem zarządza spółka Port of Brisbane Pty Ltd, która wydzierżawiła port od rządu stanowego na 99 lat. 

## Historia

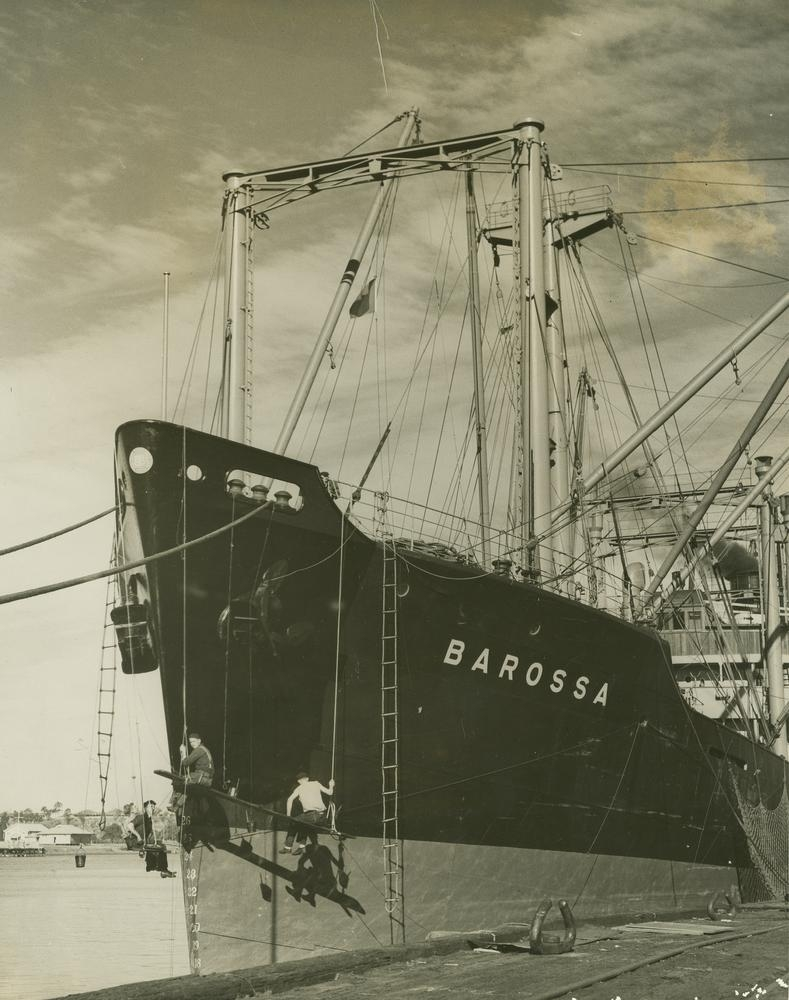
Mężczyźni pracujący na statku w porcie Brisbane

Wraz z początkiem osadnictwa europejskiego na tamtym terenie Port Brisbane zaczął służyć do transportu drewna z lokalnych lasów. Przetransportowane wcześniej drogą rzeczną drewno wożono żaglowcami do Sydney. Od połowy XIX w. z Brisbane drogą wodną eksportowano węgiel i produkty rolne, a importowano towary przemysłowe.  Od 1888 roku w porcie rozpoczęto transportowanie mrożonego mięsa. W latach 60 XX. powstały dwie rafinerie u ujścia rzeki, zbudowane w celu przechowywania i rafinacji ropy. W 1969 otworzono na terenie portu pierwszy terminal kontenerowy. W 1976 roku na mocy nowoprzyjętej ustawy o zarządzie portu rozpoczęto prace budowlane nad rozbudową infrastruktury portowej - projekt zakładał wybudowanie portowej grobli, dwóch mostów drogowych i mostu kolejowego. Dzięki wypompowywaniu wody z ujścia rzeki port zyskał ok. 1800 hektarów obszaru. W 2010 rząd Queenslandu przekazał prawa do zarządzania portem spółce Port of Brisbane Pty Ltd (PBPL). W 2014, po otwarciu kolejnego terminala kontenerowego, port został pierwszym portem w Australii, w którym wszyscy dokerzy używają zautomatyzowanego sprzętu przy obsłudze kontenerów.

## Działalność

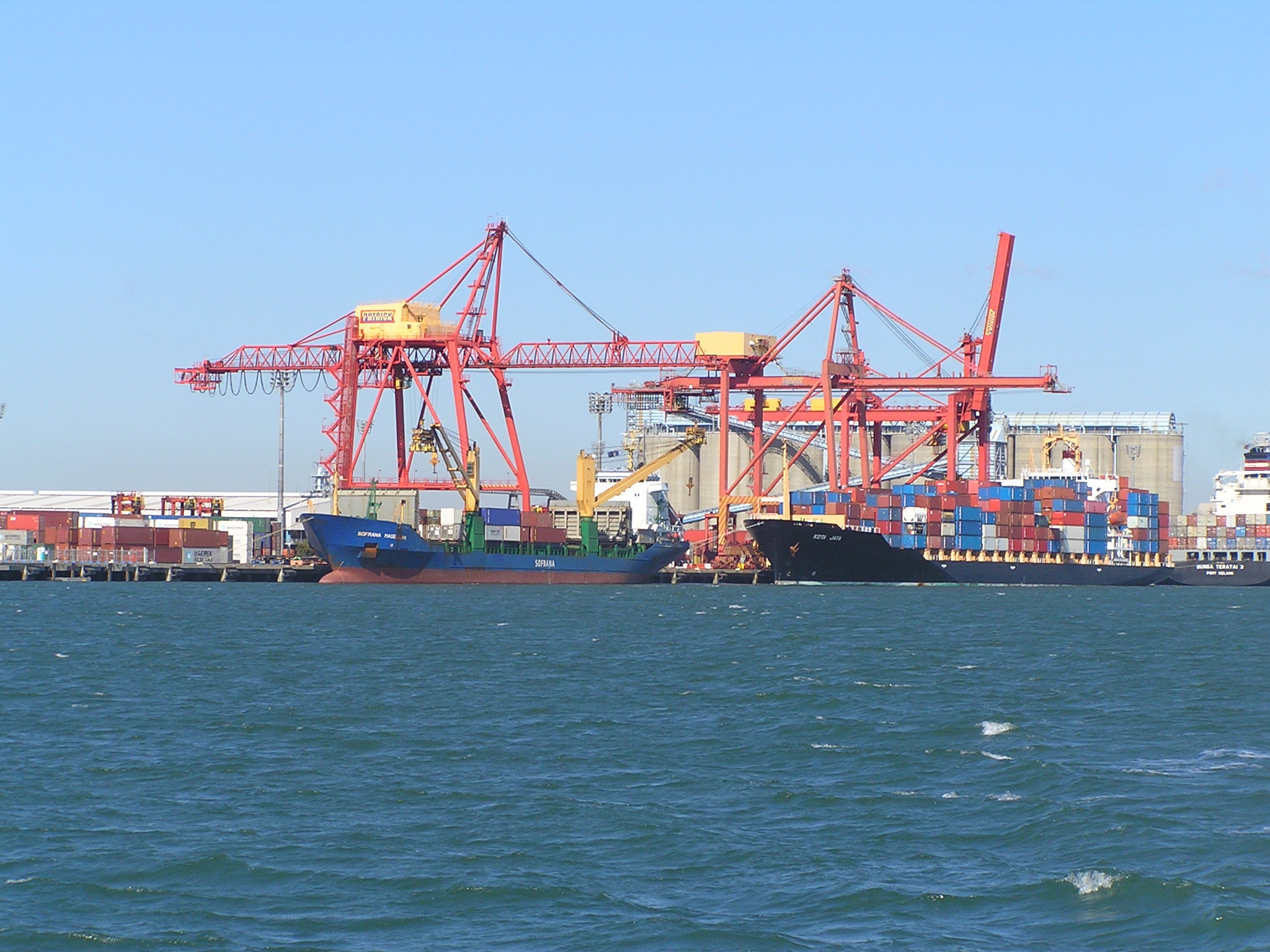
Portowe doki (2004)

Rocznie przez port w Brisbane przepływa ponad 2500 statków z ładunkami o łącznej masie ponad 28 mln ton. Głównym towarem importowanym do portu jest ropa naftowa, ale importuje się także m.in. nawozy, chemikalia, samochody, papier czy materiały budowlane. Port eksportuje głównie węgiel, oleje rafinowane, zboża, zrębki drewne i bawełnę. Obsługiwane przez port także statki wycieczkowe, a niekiedy także okręty wojenne. 
Na terenie portu wydzielono obszar dwunastu hektarów, na których znajduje się jezioro z przygotowanymi punktami widokowymi do obserwacji tamtejszych ptaków.